# Parque de la Pegaso
El parque de la Pegaso es un parque público de Barcelona que se encuentra en el distrito de Sant Andreu. Fue creado en 1986 por Enric Batlle y Joan Roig.

## Descripción
Este parque se halla en el terreno de la antigua fábrica ENASA (Empresa Nacional de Autocamiones, Sociedad Anónima), constructora de los famosos camiones Pegaso. Aún se conservan algunos restos de la antigua factoría, como la puerta de entrada y el edificio de oficinas, destinado a equipamientos del barrio. En 1986 se acondicionó la zona y se creó el nuevo parque, que combina el paisajismo con espacios lúdicos y deportivos. Se perciben tres áreas principales: la de juegos infantiles; una zona de aspecto más arquitectónico, con paredes y columnas con pérgolas, que aloja varias pistas deportivas; y la zona paisajística, que es quizá el elemento más destacado del parque, con un estanque de trazado sinuoso que recorre buena parte del parque como un canal, atravesado por varios puentes, uno de ellos curvado, al estilo japonés. El canal circunda una extensa área verde que adquiere cierta altura en varios puntos, con miradores que ofrecen una amplia vista del conjunto.

## Vegetación
Entre las especies presentes en el parque se hallan: el sauce llorón (Salix babylonica), el álamo blanco (Populus alba), el chopo del Canadá (Populus x canadensis), el paragüitas (Cyperus involucratus), el ciprés de los pantanos (Taxodium distichum), el tamarisco (Tamarix gallica), el papiro (Cyperus papyrus), el bambú (Phyllostachys sp.), la fitolaca (Phytolaca dioica), la magnolia (Magnolia grandiflora), el palmito (Chamaerops humilis), el falso pimentero (Schinus molle), el tilo de tiesto (Sparrmannia africana), el eucalipto (Eucalyptus globulus), el cedro del Himalaya (Cedrus deodara), la jacaranda (Jacaranda mimosifolia), el árbol de los cuarenta escudos (Ginkgo biloba), la encina (Quercus ilex), el pino piñonero (Pinus pinea), la mimosa de las cuatro estaciones (Acacia retinodes), la palmera datilera (Phoenix dactylifera), la abelia (Abelia floribunda), la adelfa (Nerium oleander), el aligustre (Ligustrum ovalifolium), el pitósporo (Pittosporum tobira) y el durillo (Viburnum tinus).

## Galería

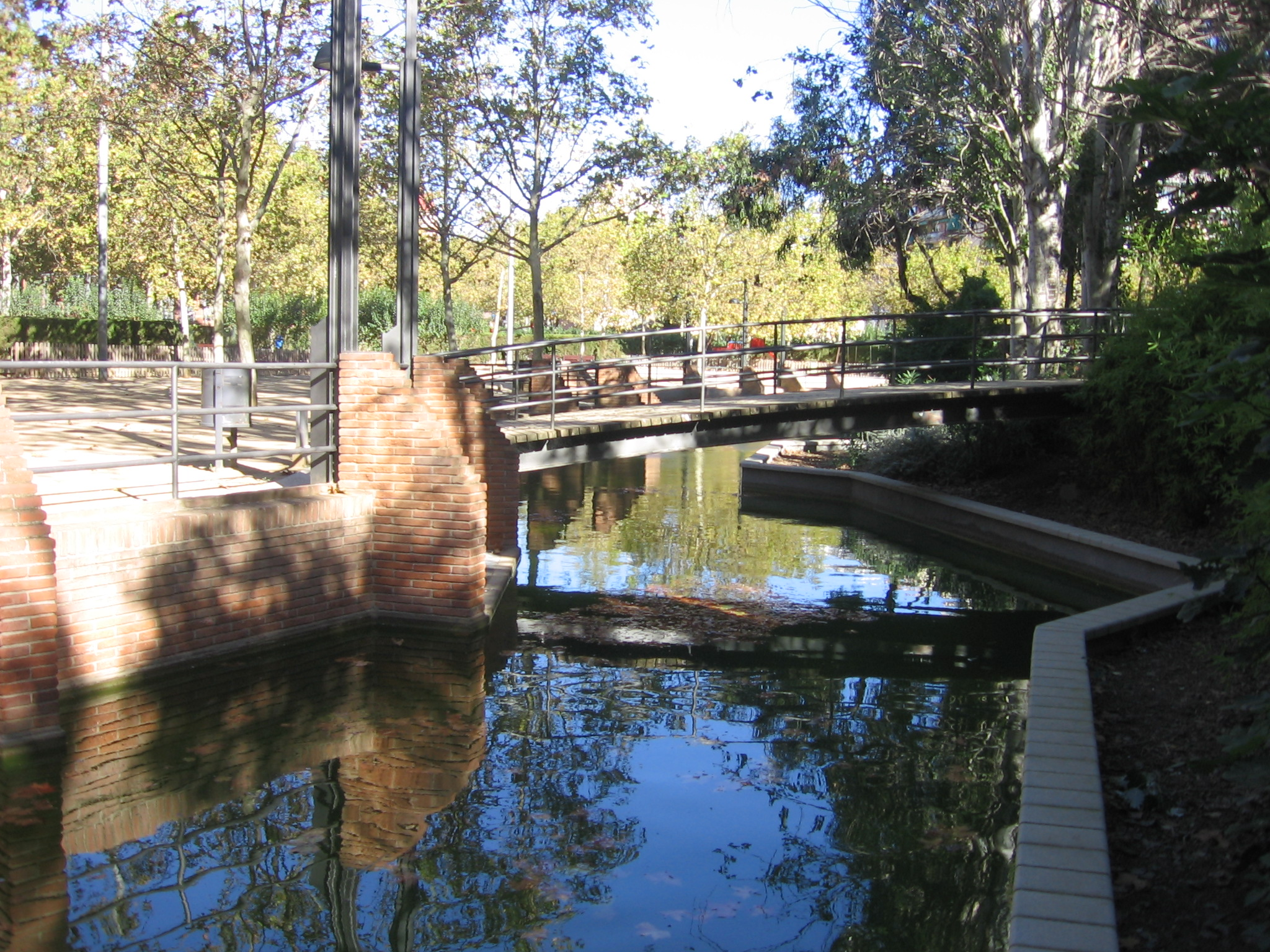
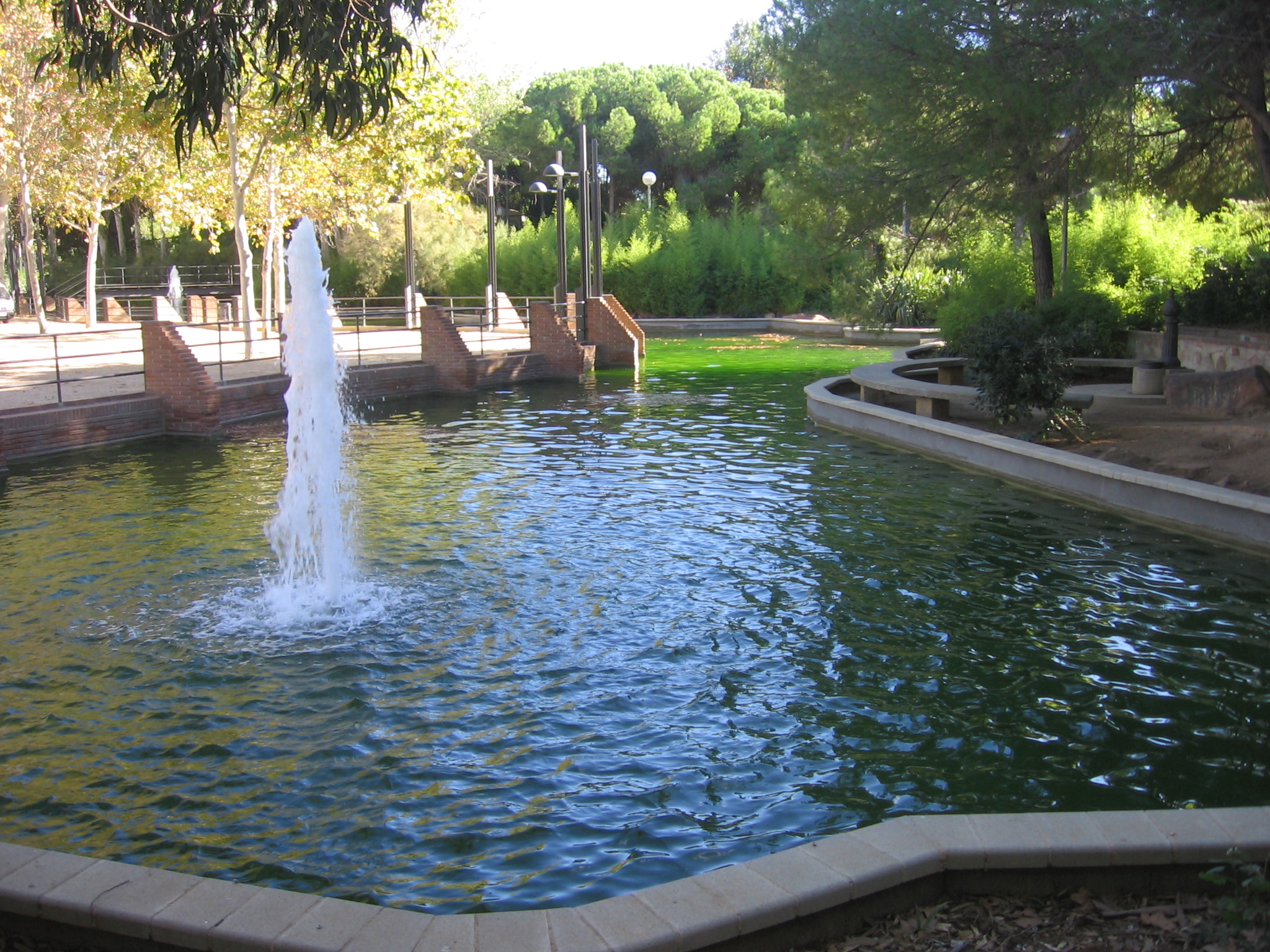
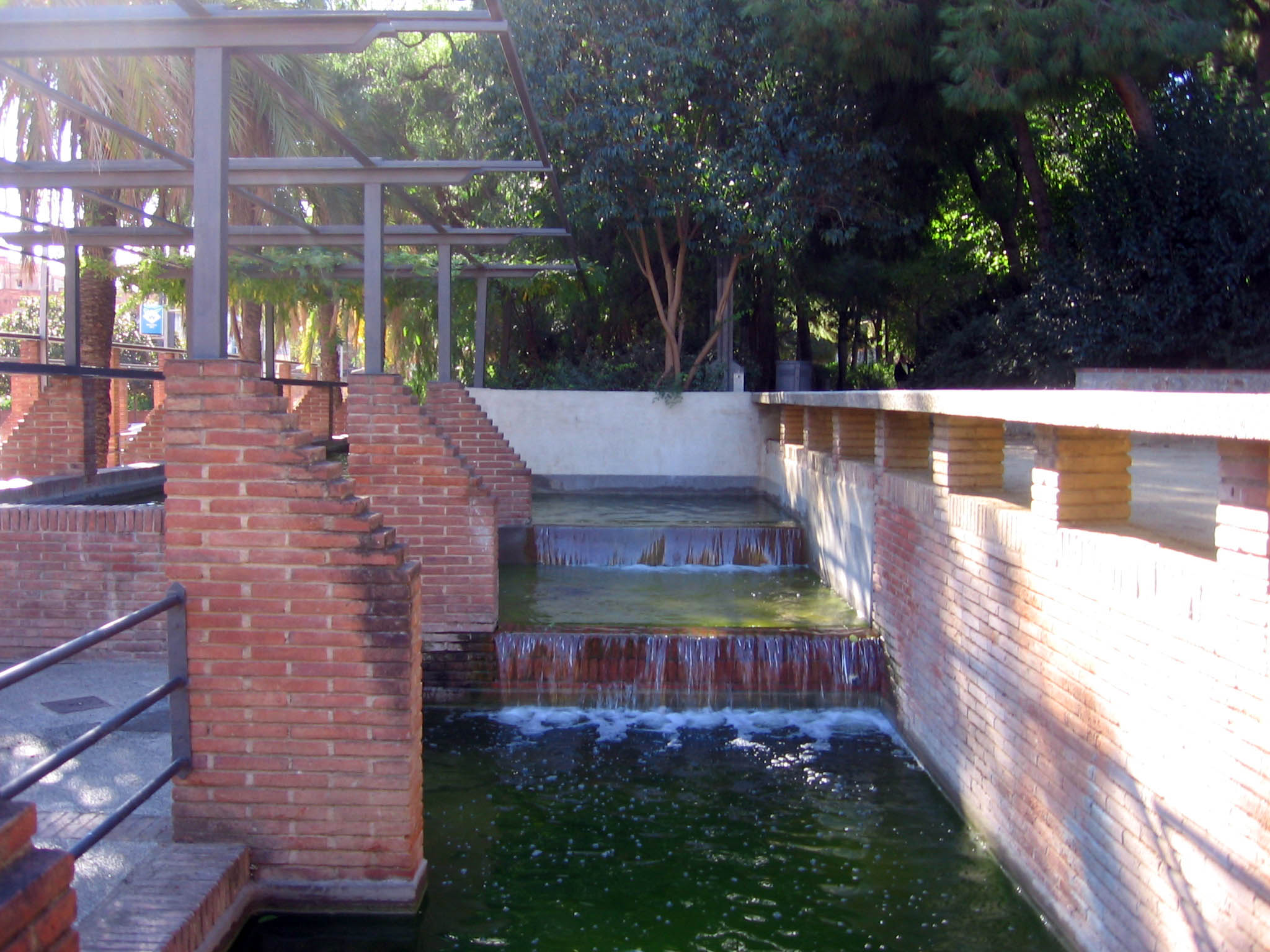
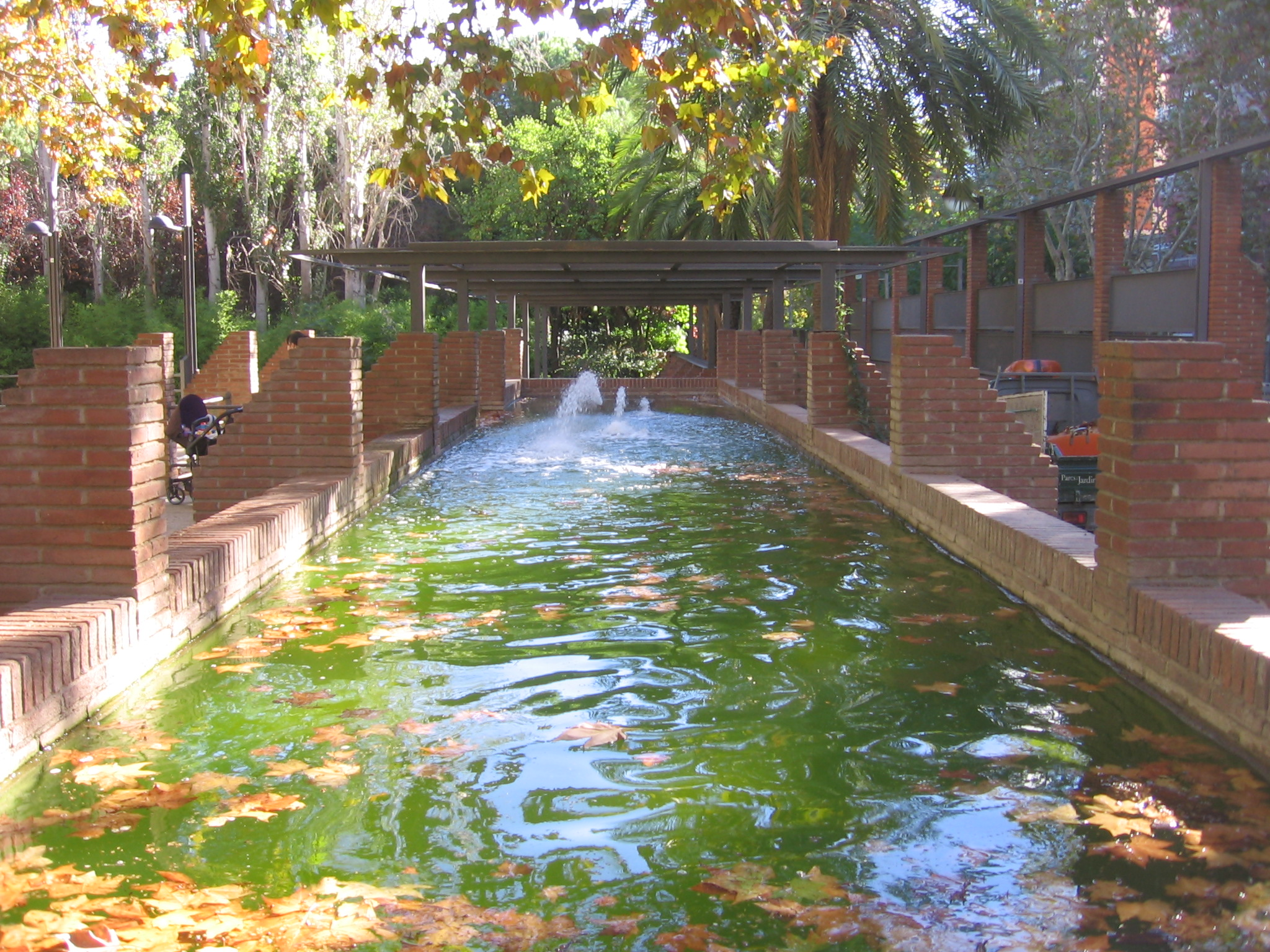
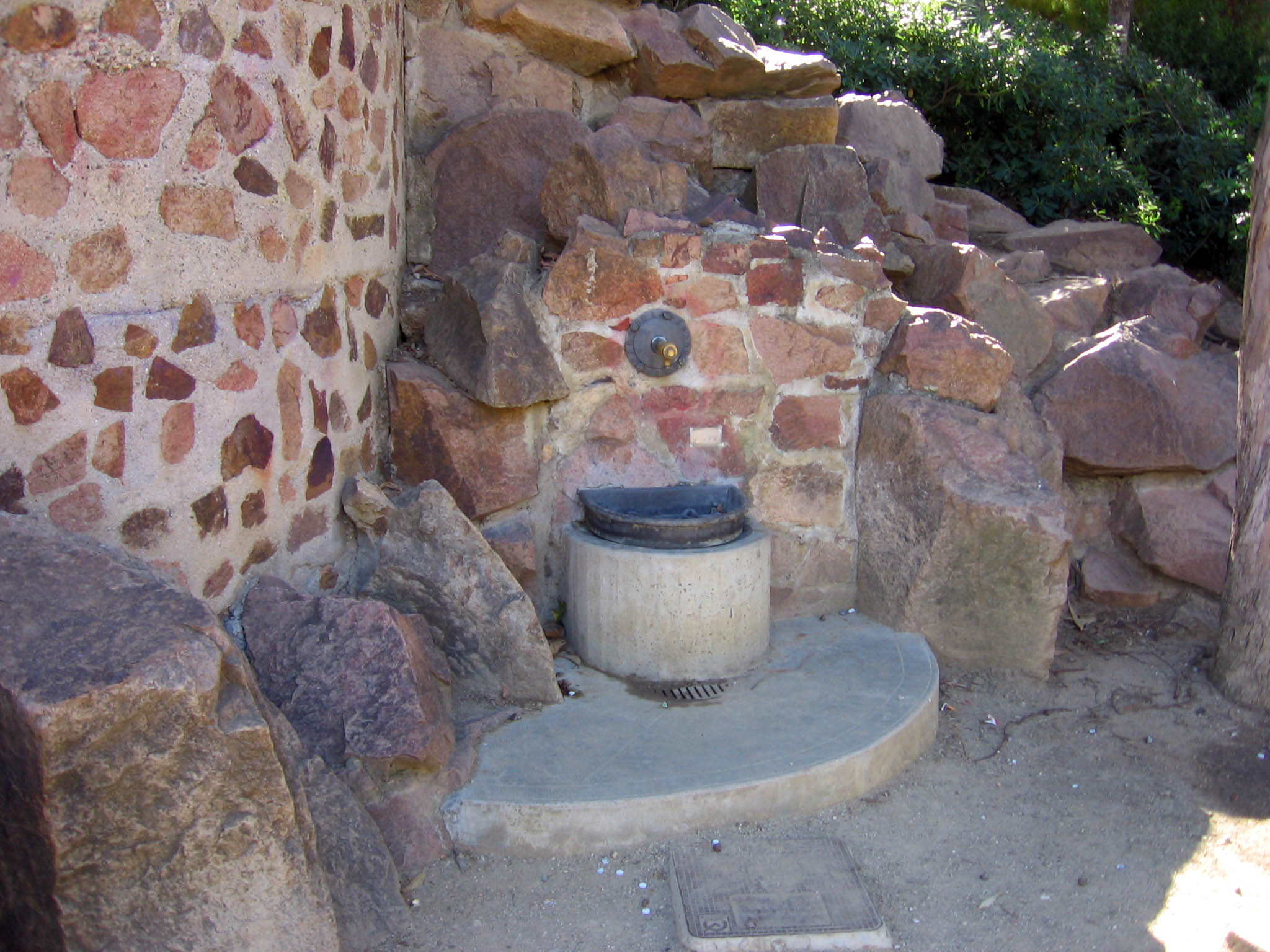